# قحطی بزرگ چین

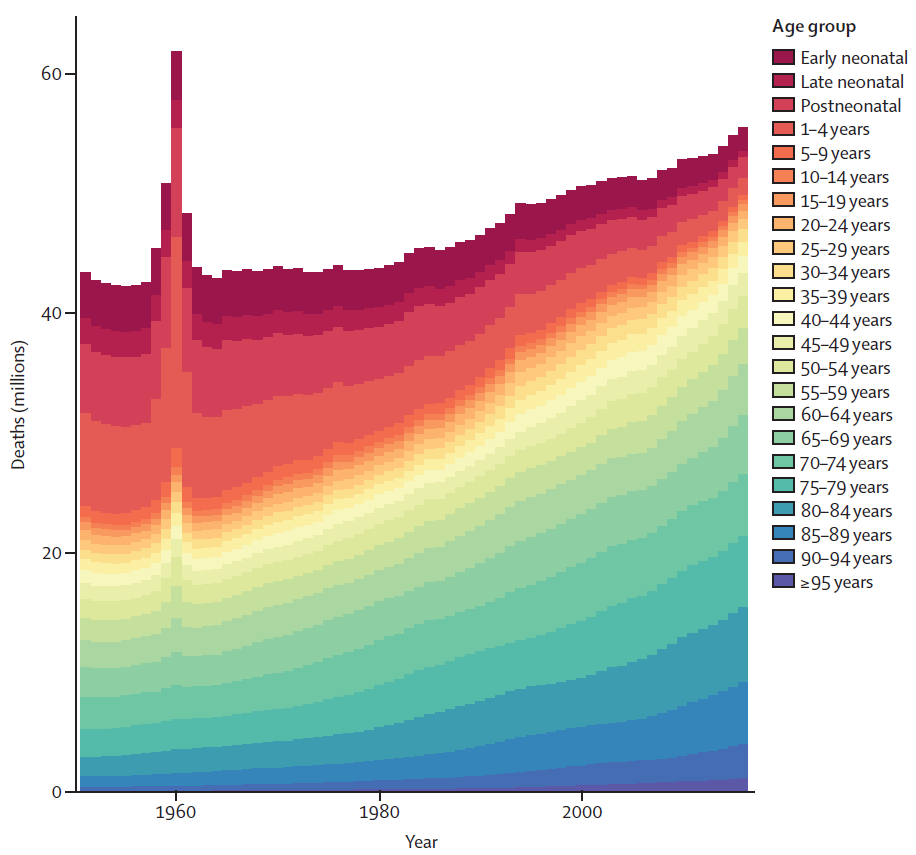
کل مرگ و میر های عمومی بر اساس سن با در نظر گرفتن هر دو جنسیت

قحطی بزرگ چین (چینی: 三年大饑荒) از فجایع بزرگ تاریخ و ویرانگرترین قحطی گسترده تاریخ بشر بود که بین ۱۹۵۹ تا ۱۹۶۱ رخ داد. خشکسالی، آب و هوای نامناسب و سیاست‌های بی‌خردانه مائو تسه تونگ در مسیر رشد صنعتی در رخ دادن این قحطی فاجعه‌بار مؤثر بودند. بین ۱۵ تا ۴۵ میلیون انسان جان خود را در طول این قحطی از دست دادند. در چین به دوره این قحطی «سه سال تلخ» گفته می‌شود.